# Lillerød
Lillerød (czasami nazywane Allerød)– miasto w Danii, w Regionie Stołecznym, siedziba gminy Allerød. 16 007 mieszkańców (2014). Ośrodek przemysłowy.